# Through the Eyes of Love (Lied)
Through the Eyes of Love (Durch die Augen der Liebe) ist ein Lied von Marvin Hamlisch (Musik) und Carole Bayer Sager (Text), das von Melissa Manchester gesungen wurde. Das Lied war ein Filmsong für den Film Eisfieber (Ice Castles). Das Lied war bei der 52. Oscarverleihung als Filmsong für den Oscar und bei der  37. Verleihung der Golden Globe Awards als Filmsong für den Golden Globe Award nominiert.

## Hintergrund
Carol Bayer Sager und Marvin Hamlisch hatten bereits zuvor erfolgreich zusammengearbeitet. 1977 hatten sie Aretha Franklins Break It to Me Gently geschrieben  und für James Bond 007 – Der Spion, der mich liebte den Titelsong Nobody Does It Better zusammen geschrieben. Sie waren ein Liebespaar, als sie Through the Eyes of Love schrieben.

## Veröffentlichung
Auf dem von Arista Records 1979 veröffentlichten Soundtrack von Eisfieber war Through the Eyes of Live als erstes Stück enthalten.
Das Lied wurde bei Arista Records auch unter dem Titel Theme From Ice Castles (Through The Eyes Of Love) mit dem Lied Such A Morning auf der B-Seite als Single von Melissa Manchester veröffentlicht.
Die Single Manchesters konnte im Frühjahr 1979 für zwei Wochen Rang 76 der Billboard Hot 100 halten. In den Billboard Adult Contemporary konnte Platz 13 erreicht werden. Das Lied wurde 1982 in das Album Melissa Manchester Greatest Hits aufgenommen.
Das Lied war auf dem Kompilations-Album Drew's Famous Wedding Songs enthalten.

## Nominierungen
Melissa Manchester schrieb bei der Oscarverleihung 1980 Filmgeschichte. Mit Through the Eyes of Love und I’ll Never Say Goodbye aus The Promise waren erstmals zwei Filmsongs für den Oscar nominiert, die vom selben Sänger gesungen wurden. Manchester war damit der erste Künstler, der bei der Verleihungszeremonie zwei Lieder interpretierte. Der Oscar ging aber an It Goes Like It Goes von David Shire und Norman Gimbel aus Norma Rae – Eine Frau steht ihren Mann.
Bei den Golden Globes war Through the Eyes of Love ebenfalls als bester Filmsong nominiert. Die Auszeichnung ging jedoch letztlich an das von Amanda McBroom geschriebene Lied The Rose in dem gleichnamigen Film.